# Рууд Любберс
Рудольфус (Рууд) Франциск Марі Любберс (нід. Rudolphus Franciscus Marie Lubbers; * 7 травня 1939 — пом. 14 лютого 2018) — нідерландський політик, очолював партію Християнсько-демократичний заклик. Прем'єр-міністр Нідерландів з 4 листопада 1982 до 22 серпня 1994 року. Уряд Любберса проводив ліберальну економічну політику, багато в чому орієнтуючись на ідеологію англійських консерваторів та їх лідера Маргарет Тетчер.

## Раннє життя
Любберс народився в Роттердамі. Він вивчав економіку в місцевому університеті Еразма і був студентом першого лауреата Нобелівської премії з економіки Яна Тінбергена. Як випливає з теми його дисертації 1962 року — «Вплив різних тенденцій продуктивності в різних країнах на поточний рахунок платіжного балансу» — його основним інтересом були фінанси.

## Політична кар'єра
З 11 травня 1973 року по 19 грудня 1977 Рууд Любберс був міністром економіки в уряді Йооп ден Ойла і членом Католицької народної партії (КНП). З 22 грудня 1977 по 4 листопада 1982 року Любберс працював депутатом парламенту.
У 1982 році Любберс очолив уряд і перебував на цій посаді три терміни до 1994 року, найдовше з усіх прем'єр-міністрів в історії Нідерландів.
Основними аспектами його перебування на посаді були:
- Значне скорочення державних витрат.
- Початок далекосяжних програм дерегулювання і приватизації.
- Масові демонстрації в Гаазі (1983) проти запланованої установки в Нідерландами крилатих ракет США, оснащених ядерною зброєю (яка була зрештою скасована через скорочення озброєнь внаслідок переговорів між США і Радянським Союзом).

Після відходу з поста прем'єр-міністра висувався на посаду генерального секретаря НАТО, однак кандидатура була відхилена США. З 1995 по 2001 — на викладацькій роботі у ряді вищих навчальних закладів, в тому числі, в Гарварді. Верховний комісар ООН у справах біженців в 2001—2005. Покинув пост через скандал, викликаний звинуваченнями в сексуальному домаганні.
У 2006 році Любберс служив «інформатором» королеви Беатрікс при процедурі формування третього кабінету Балкененде.

## Смерть
Помер 14 лютого 2018 року на 78 році життя.